# Yu Gong
Yu Gong (chin.: 愚公 Yú Gōng; „Närrischer Alter“) ist die Hauptfigur einer chinesischen Parabel aus dem daoistischen Klassiker Liezi (4. Jh. n. Chr.). Das Sprichwort „Yu Gong versetzt Berge“ (愚公移山 Yú Gōng yí shān) wurde später von Mao Zedong im Sinne des Kampfes gegen Imperialismus und Feudalismus umgedeutet.
Im Buch Liezi wird erzählt: In den Nördlichen Bergen lebte ein Greis namens Yu Gong, der den Weg, der von seinem Haus nach Süden führte, durch zwei große Berge versperrt sah. Er beschloss, gemeinsam mit seinen Söhnen diese Berge abzutragen. Ein anderer Greis namens Zhi Sou (智叟 „Weiser Alter“) lachte ihn aus und sagte ihm, dass es unmöglich sei, mit so wenigen Leuten zwei so große Berge fortzuschaffen.
Yu Gong aber antwortete:
„Wenn ich auch sterbe, so bleibt mein Sohn noch am Leben. Mein Sohn zeugt wieder Enkel, die Enkel zeugen wieder Söhne, deren Söhne haben wieder Söhne, deren Söhne haben wieder Enkel. So gehen die Geschlechter der Söhne und Enkel in unerschöpflicher Folge weiter. Dem Berg aber wird nichts hinzugefügt. Warum also sollte es zu schwer sein, ihn abzutragen?“
Yu Gong machte sich mit Eifer daran, die Berge abzutragen. Das rührte den Himmelskaiser, und er schickte zwei Götter, die die Berge davontrugen und so den Weg nach Süden frei machten.
Mao Zedong erwähnte diese Geschichte in seiner Schlussrede beim 7. Nationalen Kongress der Kommunistischen Partei Chinas am 11. Juni 1945 in Yan’an. Er verglich die beiden Berge mit dem Imperialismus und Feudalismus, die auf dem chinesischen Volk lasteten, und fuhr fort:
„Die Kommunistische Partei Chinas ist schon längst entschlossen, diese beiden Berge abzutragen. Wir müssen unseren Entschluss beharrlich in die Tat umsetzen, wir müssen unermüdlich arbeiten, und wir werden die Gottheit ebenfalls rühren; und diese Gottheit ist niemand anderer als die Volksmassen Chinas.“
Die Parabel wurde später in das 21. Kapitel der Mao-Bibel aufgenommen. „Yu Gong versetzt Berge“ wurde so zu einem weit verbreiteten Slogan der chinesischen Kulturrevolution.